# Château de Wildenburg (Wildhaus)
Les ruines du château de Wildenburg se situent à l'est de Wildhaus dans le canton de Saint-Gall en Suisse.

## Situation

Le château en 1828.

Les ruines du château de Wildenburg se trouvent sur un éperon rocheux boisé au sud de la route qui mène au lac de Schönenboden (de). Le château est séparé du plateau situé à l'est par un profond fossé, au sud la pente est abrupte et au nord et à l'ouest la vallée de la Simmi (de) forme une protection naturelle.
Les vestiges d'un bergfried et d'un mur d'enceinte ont été conservés. Les ruines d'un bâtiment d'environ neuf mètres sur neuf se trouvent à l'ouest de la tour. Il s'agit probablement d'un Palas (en).

## Histoire
Le château est construit vers 1200 par la famille von Sax. Il est vendu en 1313 au comte Friedrich IV von Toggenburg puis passe en 1439 à la famille de Rarogne par héritage. En 1468, le château est vendu à l'abbaye de Saint-Gall. Peu après 1660 il est touché par la foudre et prend feu.
Depuis 1998 le château appartient à la commune de Wildhaus, qui fait maintenant partie de Wildhaus-Alt Sankt Johann.

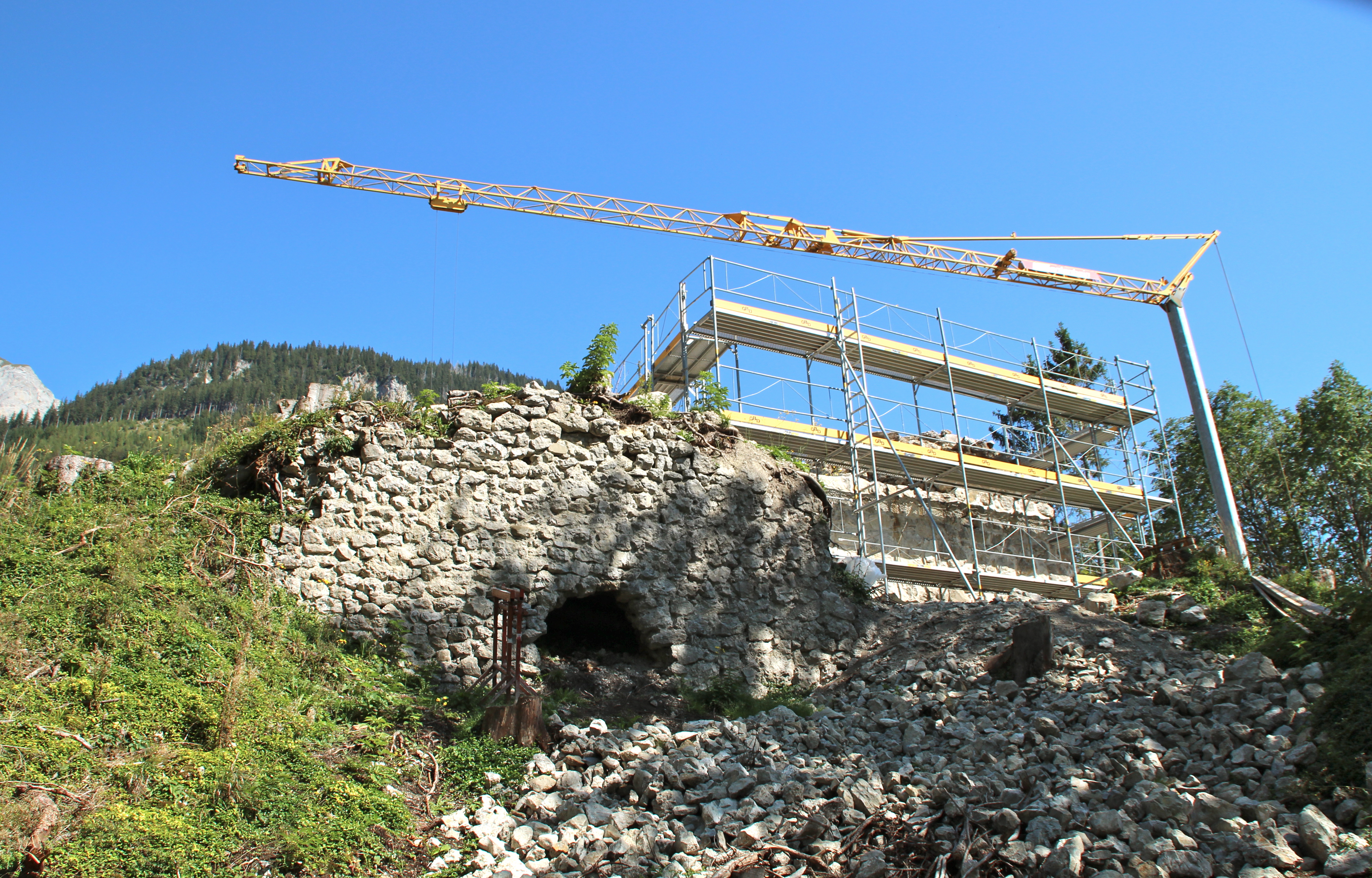
Le mur sud pendant sa sécurisation.

En janvier 2011, alors que les ruines sont recouvertes par la végétation et menacées d'effondrement, une restauration du château commence. Environ 60 tonnes de bois d'un volume de 80 mètres cubes sont abattues, évacuées par hélicoptère et vendues. Le déficit est pris en charge par la fondation d'un vacancier venant de Zurich,. Le château restauré est officiellement ouvert en juillet 2013.